# Кошћушков устанак
Кошћушков устанак је био устанак који је предводио Тадеуш Кошћушко у Пољској и Литванији 1794. године. Циљ устанка је био да се Пољска и Литванија ослободе од руског утицаја након Друге поделе Пољске 1793. и након стварања конфедерације у Тарговици.

## Увод
Прва подела Пољске и рат за одбрану пољског устава озбиљно су ослабили реформистички покрет у Пољској, који се залагао за Мајски устав. Након друге поделе Пољске ослабили су и следбеници царске Русије, који су били окупљени у конфедерацији из Тарговице. Људи који су након друге поделе Пољске подржавали Русију као главног гаранта златних слобода сматрани су издајницима и створила се јака опозиција њиховој власти и међу шљахтом и међу грађанима.
Да би сузбили отпор Пруска и Русија су одлучили да демобилишу 50% пољске војске, а да остатак пољских војника регрутују у своје војске. Командант 1. пољске националне коњичке бригаде генерал Антони Мадалински је 12. марта 1794. одлучио да одбије наређење о демобилизацији. Са својом бригадом од 1500 војника је кренуо према Кракову. Потакао је низ побуна у целој земљи. Руски гарнизон у Кракову је добио наређење да напусти Краков и да потуче побуњенике. Краков је остао без руске војске.

## Побуна
Тадеуш Кошћушко је 24. марта 1794. објавио позив на општи устанак и преузео је команду над свим пољским војним снагама.
Да би ојачао пољске снаге Кошћушко је издао наређење о мобилизацији и захтевао је да свака пета кућа у Малопољској да најмање једног опремљеног војника. Кошћушков штаб је проценио да би могли мобилисати 10.000 војника. Главни проблем је био наоружање, тако да је било много њих опремљених само срповима или пољопривредним алаткама.
Да би уништили још увек слаб отпор, руски цар је наредио напад на Краков. У бици на Рацлавицама 4. априла 1794. бројно и технички слабије пољске снаге победиле су опремљенијег и бројнијег непријатеља. Након крваве битке руске снаге су се повукле са бојишта.
Кошћушкова војска је била преслаба да успешно настави офанзиву и да избаци руске снаге из Мале Пољске. Стратешки победа није имала неки значај, али вест о победи се раширила Пољском и потакла је побуну у осталим крајевима Пољске. Почетком априла пољске снаге, које је требало да буду послане у Русију придружиле су се Кошћушку.
Руси су 17. априла покушали да похапсе оне, који подржавају устанак. Покушали су и да разоружају пољски гарнизон у Варшави заузимања арсенала, али то је довело до побуне против руског гарнизона у Варшави. Побуну је предводио Јан Килински, а пољски краљ Станислав II Август је био неодлучан. Побуна у Варшави имала је успеха због неспособности руског команданта у Варшави и због тога што је био Велики Четвртак, када су руски војници изашли у цркве у граду и нису носили оружје. Осим тога цивили су активно учествовали у побуни. Након два дана тешких сукоба у Варшави Руси су од укупно 6.000 војника у Варшави изгубили 2.000 до 4.000 војника. Морали су се повући из Варшаве. Успела је и слична побуна у Вилњусу 22. априла, а убрзо су се ослобађали и други градови.
Кошћушко је 7. маја 1794. издао Прокламацију из Поланеца, којом је деломично укинуо кметство и прогласио грађанске слободе сељака и начин заштите од злоупотреба од стране шљахте. Међутим нови закон никад није био потпуно примењен, јер га је племство (шљахта) бојкотовало. Ипак прокламација је привукла многе сељаке у редове револуционара. По први пут у историји сељаци су се службено сматрали делом пољске нације.
Стратешка ситуација је постала много гора за Пољаке у мају. Пруска војска је 10. маја прешла границу и придружила се Русији у борби против устаника. Руско-пруске снаге су 6. и 8. јуна победили пољске снаге у две битке. Пољаци су се повукли према Варшави и почели су да утврђују град. Пруска војска је 15. јуна заузела Краков, али руске снаге су биле поражене у низу мањих окршаја око Варшаве, па су Пољаци успели да окончају утврђивање Варшаве. Руско-пруске снаге су неуспешно опседале Варшаву 22. јула. Уследио је 20. августа устанак у Великопољској, па је пруска војска морала да се повуче из околине Варшаве. Варшава је почетком септембра била ослобођена опсаде.
Сукоби у другим крајевима завршили су се променљивим исходима. Руси су угушили устанак у Литванији, Вилњус је капитулирао 12. августа. Устанак у Великој Пољској је био много успешнији. Пољске снаге је ту предводио Јан Хенрик Домбровски. Заузели су Бидгошч 2. октобра и ушли су у Поморје. Захваљујући мобилности својих снага Пољаци су избегли опкољавање од стране Пруса. Осим тога прекидали су пруске линије снабдевања, па су присилили пруску војску да се повуче из средишње Пољске.

## Долазак Суворова и заробљавање Кошћушка
У Пољску је дошла нова руска војска под командом Александра Суворова. Добили су наређење да се сретну са руским корпусом крај Варшаве. Након две битке (17. и 19. септембра) нова војска се кретала према Варшави. Кошћушко је покушао да спречи спајање две руске војске, па је 10. октобра започео битку код Мацјејовице. Обе руске армије су истовремено ушле у битку и победиле. 
Руси су ранили су и заробили Кошћушка у тој бици. Послали су га у Санкт Петербург у Петропавловску тврђаву.
Нови командант пољских снага Томаш Вавржецки није био способан да контролише унутрашње борбе за власт и постао је командант ослабљене војске. Политичку моћ је држао други вођа, који се морао борити и са левичарима јакобинцима и са десничарима и монархистима.
Здружене руске снаге су 4. септембра започеле напад на Прагу, предграђе Варшаве на десној обали. Након 4 сата борбе руске снаге су пробиле пољску одбрану и започеле су са паљевинама и пљачком. Цело предграђе су уништили и наводно побили 20.000 становника. Тај догађај је позната као масакр у Праги. Варшава је заузета 5. новембра 1794. године. Вавржецки је заробљен 16. новембра и то је означило крај устанка. Убрзо је уследила Трећа деоба Пољске, у којој су Русија, Пруска и Хабзбуршка монархија поделиле остатке Пољске.

## Последице
Кошћушков устанак представљао је потпуну катастрофу за Пољску, која је престала постојати. Пољска није постојала 123. године од тада. У земљама подељене Пољске уследила је економска катастрофа, јер су тржишта три државе постала подељена и одвојена једна од других. Школски систем је назадовао јер су школе на тим територијама добијале низак приоритет. Стварање образовних институција постало је јако отежано. Пруси су се опирали отварању универзитета у Варшави. У руским и немачким деловима Пољске уследила је германизација и русификација. Аустријски део Пољске је био слободнији. 
Хиљаде пољских фамилија које су подржавале Кошћушков устанак кажњене су одузимањем имања, која су додељена руским генералима и руским службеницима. Процењује се да је око 650.000 сељака додељено руским службеницима као кметови. Део ситног племства шљахте, протеран је из Литваније и Рутеније у јужне делове Русије, где су били подвргнути русификацији. Други део је шљахте је изгубио племићки статус, а то је значило да губе социјални статус и могућност напредовања у администрацији и војсци. Значило је и да не могу поседовати земљу.